# Caja España

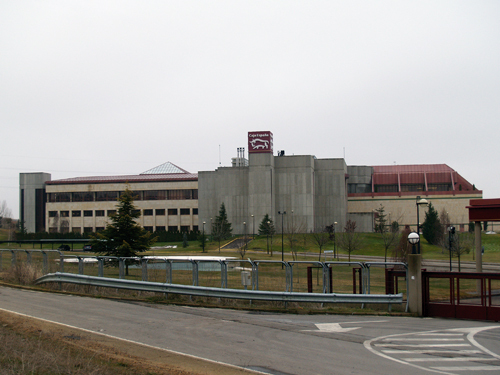
Servicios Centrales de Caja España en Avenida Madrid León.

Caja España de Inversiones, Caja de Ahorros y Monte de Piedad, conocida simplemente como Caja España, fue, hasta junio de 2010, la primera entidad financiera de Castilla y León y una de las primeras del sector financiero en España. Disponía de una red de más de 600 oficinas, más de 700 cajeros automáticos, una plantilla de más de 3.200 empleados y más de millón y medio de clientes.
Caja España fue una institución financiera exenta de lucro mercantil, con carácter de «caja general de ahorro popular», por lo que debía destinar los beneficios netos obtenidos en cada ejercicio a constituir reservas para mayor garantía de los fondos administrados, financiar su propio desarrollo y realizar las obras sociales previstas en sus fines específicos.
En 2010, acordó su fusión con Caja Duero (Caja de Ahorros de Salamanca y Soria) para formar Caja España-Duero.
La marca "Caja España" se mantuvo en las oficinas de Caja España-Duero y, posteriormente, de EspañaDuero; hasta que este fue absorbido por Unicaja Banco y se rotularon como "Unicaja Banco".

## Historia

### Precedentes
Poco tiempo después de la fundación de la primera caja de ahorros española, en 1838, nacieron en lo que hoy es Castilla y León los dos antecedentes históricos más remotos de la entidad: la Caja de Ahorros y Monte de Piedad de Valladolid (en 1841), y la Caja de Ahorros y Monte de Piedad de Palencia (en 1845).
En León también se intentó constituir una caja de ahorros en 1856.
Los años difíciles que tocó en suerte vivir a la decimonónica sociedad española, no fueron propicios para que prosperasen estos primeros proyectos, nacidos con el propósito de luchar tanto contra la usura como en favor de las clases sociales más desprotegidas.

### Cajas constituyentes
En 1878, el Ayuntamiento de Palencia volvió a tomar la iniciativa para la creación de una nueva Caja de Ahorros y Monte de Piedad de Palencia (Caja Palencia), que al fin vio la luz el 6 de agosto de 1881.
En León, en 1890 la Real Sociedad Económica de Amigos del País dio los pasos precisos para la definitiva fundación, en 1900, del que iba a ser primeramente el Monte de Piedad y Caja de Ahorros de León, que el 21 de febrero de 1948 mudó su nombre por el de Caja de Ahorros y Monte de Piedad de León (CajaLeón).
La bonanza económica que caracterizó a España durante la segunda década del siglo XX, permitió asimismo que la Casa Social Católica de Valladolid, nacida al abrigo de la Asociación Católica y Círculo de Obreros, diera forma, el 9 de enero de 1916, a la Cooperativa de Crédito Popular y Caja de Ahorros y Préstamos de Valladolid, que luego cambió su denominación por Caja General de Ahorros Popular de la Acción Católica de Valladolid el 20 de marzo de 1934, hasta quedar en Caja de Ahorros Popular de Valladolid el 14 de octubre de 1942.
También en Valladolid tuvo lugar en 1927 el intento fallido de una nueva caja de ahorros por parte de la Diputación Provincial, que no pudo llegar a efecto el proyecto hasta pasados los trágicos años de la Guerra Civil, concretamente hasta el 9 de enero de 1940, en que por fin tiene lugar la fundación de la Caja de Ahorros Provincial de Valladolid.
Y el 15 de febrero de 1965, después de unos trámites que se iniciaron en 1962, por iniciativa de la Diputación Provincial zamorana, tiene lugar la fundación de la Caja de Ahorros Provincial de Zamora.
Estas cinco instituciones dieron los primeros pasos para la fusión el 22 de marzo de 1988. El 17 de junio de 1989, las respectivas Asambleas Generales aprobaban el deseado proyecto, y, tras la adquisición de la Caja Rural Comarcal del Bierzo en 1989, por la Caja de Ahorros y Monte de Piedad de León, las cinco cajas de ahorros culminaron finalmente el proceso de fusión el 16 de junio de 1990, dando vida a la nueva Caja España de Inversiones, Caja de Ahorros y Monte de Piedad, que a su vez adquirió en el mismo año la Caja Rural Comarcal de Carrión de los Condes.
En dicho momento cada una de las cinco aportaba los siguientes recursos a la nueva entidad resultante, que tomaría la denominación de Caja España de Inversiones Caja de Ahorros y Monte de Piedad:
| Caja                                          | Oficinas | Empleados | Inversiones crediticias (millones de ptas.) |
| --------------------------------------------- | -------- | --------- | ------------------------------------------- |
| Caja de Ahorros y Monte de Piedad de León     | 92       | 630       | 102.021                                     |
| Caja de Ahorros Provincial de Zamora          | 62       | 366       | 29.977                                      |
| Caja de Ahorros Popular de Valladolid         | 66       | 266       | 26.563                                      |
| Caja de Ahorros Provincial de Valladolid      | 83       | 310       | 26.297                                      |
| Caja de Ahorros y Monte de Piedad de Palencia | 63       | 180       | 16.600                                      |

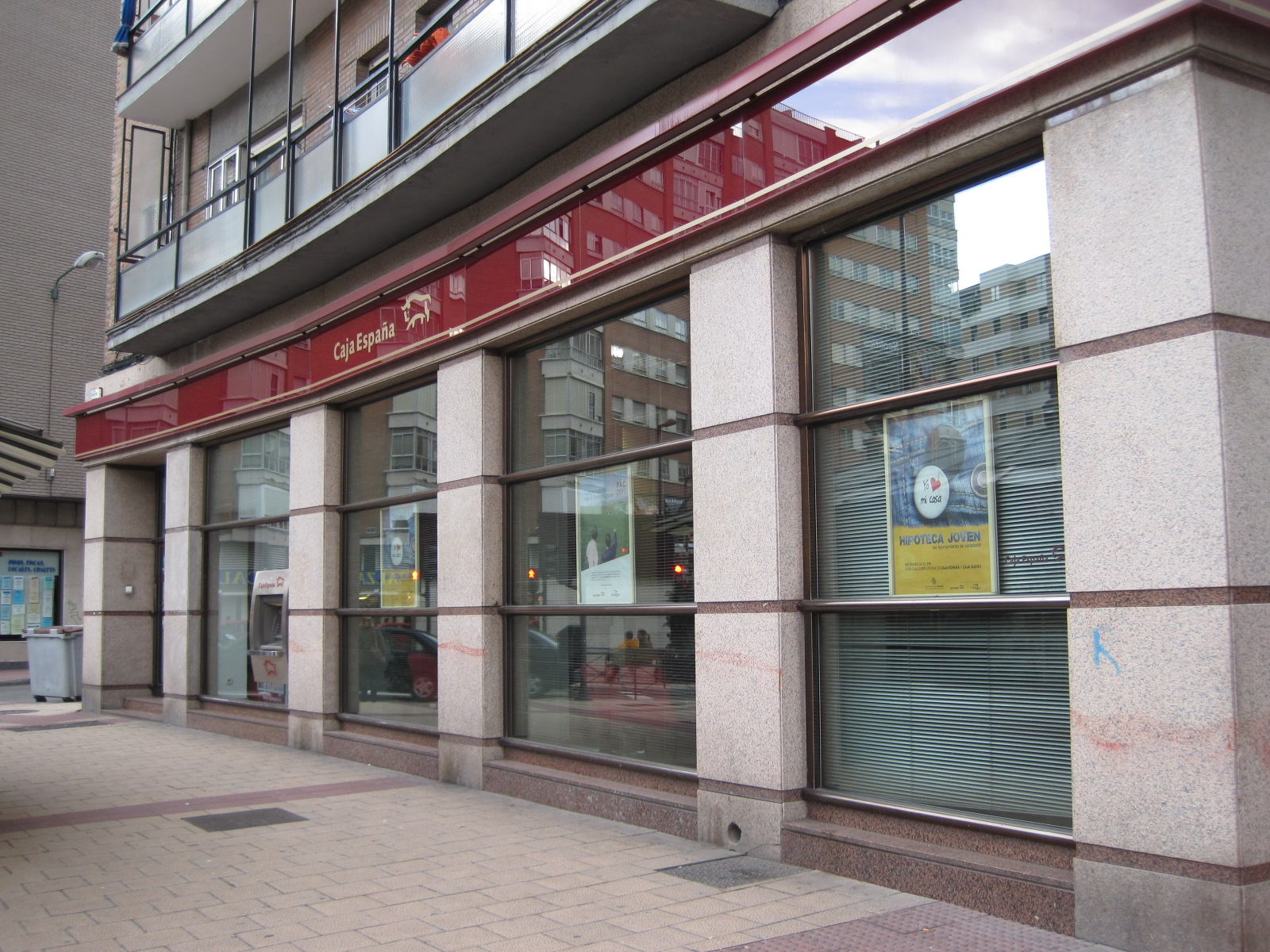
Oficina en la plaza Circular de Valladolid.

El proceso de expansión de Caja España, inmediato a su fundación, tuvo un impulso importante con la adquisición, en 1994, de más de un centenar de sucursales del Banco de Fomento, que facilitaron la vocación expansiva de la institución por gran parte de la geografía nacional. Caja España fue un referente bancario en el impulso tecnológico, con unos Servicios Centrales cuyo edificio (proyectado en 1989) se convirtió en el primer edificio inteligente de Castilla y León. Ya en el año 2000 tenían operativa la banca telefónica y en línea, con un sistema de tarjeta de coordenadas, situándose a la vanguardia de la banca a distancia en España.

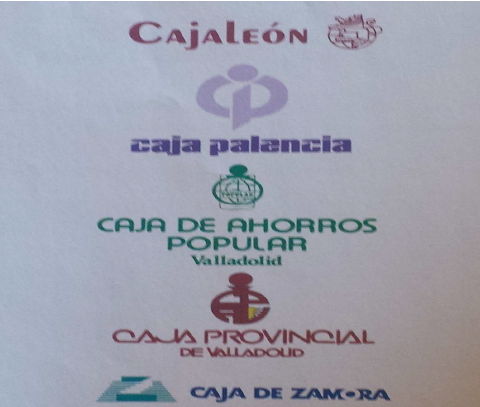
Las Cajas constituyentes

### Caja España-Duero
En 2009, Caja España entabló negociaciones con Caja Duero (Caja de Ahorros de Salamanca y Soria), para presentar a sus respectivos órganos de gobierno un proyecto de integración de ambas entidades bajo la fórmula de fusión.
El 5 de enero de 2010, el Consejo ratificó los siguientes acuerdos de intenciones alcanzados en las negociaciones mantenidas:
- La denominación social de la nueva entidad sería Caja España de Inversiones, Salamanca y Soria, Caja de Ahorros y Monte de Piedad.
- La ubicación de la Sede Social, Presidencia y Órganos de Gobierno sería León.
- La ubicación de la Dirección General sería Salamanca.
- Determinados aspectos relativos a la Obra Social, los Servicios Centrales y la Plataforma Tecnológica.

En junio de 2010, esta fusión fue ratificada por las asambleas generales. La nueva caja se llamaría Caja España de Inversiones, Salamanca y Soria, Caja de Ahorros y Monte de Piedad. El Banco de España le asignó provisionalmente el nombre de Caja Espiga.
Como consecuencia de la Burbuja inmobiliaria en España, la integración de Caja Duero y Caja España, requeriría 525 millones de euros. Los recursos los anticiparía el Fondo de reestructuración ordenada bancaria (FROB), mediante la suscripción de participaciones preferentes convertibles en cuotas participativas de la entidad resultante.

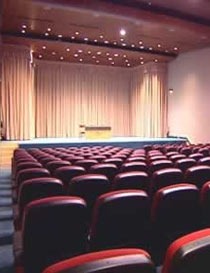
Centro Cultural Santa Nonia (León)

## Obra Social
Constituyó un importante mecanismo de impulso al desarrollo de diversos sectores sociales y económicos en sus distintas áreas de actuación, favoreciendo la creación y mantenimiento de obras de carácter social y cultural, propias y en colaboración, en todo el territorio de origen de la entidad (Castilla y León).
Colabora con entidades de interés social por los colectivos más vulnerables, apoyando proyectos solidarios para personas con discapacidad o en situación de riesgo de exclusión social; inmigrantes; mayores, infancia y juventud; asociaciones (deportivas, vecinales..); entidades locales.
Promueve el acceso a la cultura y al ocio de la población en general, gestionando diversas actuaciones en ámbitos sociales y culturales y fomentando el deporte de base.
Facilita, a familias con escasos recursos, la incorporación a entornos educativos, creando y desarrollando, igualmente,  programas educativos y de fomento del empleo.
Participa, a través de Fundaciones, principalmente, en el estudio, protección y conservación de nuestro Patrimonio Histórico-Artístico y de nuestro Patrimonio Natural.

## Causas judiciales
En agosto de 2014, la cúpula directiva de Caja España fue citada a declarar por la Audiencia Nacional por la emisión de participaciones preferentes en los años 2009 y 2010.
En abril de 2015, el Juzgado de Instrucción número 5 de León citó a declarar como imputados a los integrantes del Consejo de Administración de Caja España presidido por Santos Llamas.

## El logotipo de "Caja España"
En 1990, se eligió una denominación abierta e integradora: CAJA ESPAÑA. Su símbolo es un toro, con un diseño fuerte, moderno y cultural. Fue elegido porque representa la fuerza y el dinamismo y porque está estrechamente vinculado a la herencia cultural de España.